# BuzzFeed News
BuzzFeed News es un sitio web de noticias estadounidense publicado por BuzzFeed. Ha publicado una serie de primicias de alto perfil, incluido el dossier Steele y los FinCEN Files. Desde su creación en 2011, ha ganado el premio George Polk, el premio Sidney, el premio National Magazine, el premio de la National Press Foundation y el premio Pulitzer de Periodismo Internacional.
El 20 de abril de 2023, el director ejecutivo de BuzzFeed, Jonah Peretti, anunció que BuzzFeed News se cerraría gradualmente como parte de los despidos a través de toda la empresa.

## Historia
BuzzFeed News comenzó como una división de BuzzFeed en diciembre de 2011 con el nombramiento de Ben Smith como editor en jefe. En 2013, el ganador del premio Pulitzer, Mark Schoofs de ProPublica, fue contratado como jefe de reportajes de investigación. Para 2016, BuzzFeed News tenía 20 periodistas de investigación. La división británica de BuzzFeed News está encabezada por Janine Gibson, anteriormente de The Guardian. La cobertura notable incluye una asociación de 2012 con la BBC sobre el amaño de partidos en el tenis profesional y las desigualdades en el programa de trabajadores invitados H-2 de los Estados Unidos, cuya información ganó un premio National Magazine.
Un estudio de 2017 en la revista Journalism que comparó artículos de noticias de BuzzFeed y The New York Times encontró que BuzzFeed News sigue en gran medida las reglas establecidas del periodismo. Ambas publicaciones utilizaron predominantemente el formato de noticias de pirámide invertida, y las opiniones de los periodistas estuvieron ausentes en la mayoría de los artículos de ambas. Tanto BuzzFeed News como el Times cubrían predominantemente el gobierno y la política, y utilizaban predominantemente a los políticos, el gobierno y las fuerzas del orden público como fuentes. En contraste, BuzzFeed News dedicó más artículos a temas sociales como protestas y temas LGBT, citaba con más frecuencia a personas comunes, cubría con menos frecuencia el crimen y el terrorismo, y tenía menos artículos centrados en los aspectos negativos de un tema.
El 18 de julio de 2018, BuzzFeed News pasó de una sección del sitio de BuzzFeed a su propio dominio, BuzzFeedNews.com, con una barra de noticias de tendencias y anuncios programáticos.
En enero de 2019, despidió al 15% de su personal.
En mayo de 2020, anunció que cerraría sus operaciones en Australia y el Reino Unido.
En marzo de 2022, la empresa anunció que estaba en proceso de recortar puestos de personal en un intento de posicionarse para la rentabilidad. El editor en jefe Mark Schoofs, el editor en jefe adjunto Tom Namako y el editor ejecutivo de investigaciones Ariel Kaminer anunciaron su partida. Se hicieron ofertas de compra total del personal a los reporteros de las secciones de investigaciones, ciencia, política y desigualdad. A aproximadamente la mitad de los 100 reporteros de la empresa se les ofrecieron acuerdos de compra.

## Postura editorial, cobertura y crítica
BuzzFeed News afirma en su guía editorial que «creemos firmemente que para una serie de temas, incluidos los derechos civiles, los derechos de la mujer, el antirracismo y la igualdad LGBT, no hay dos lados», pero continúa afirmando que «cuando se trata de al activismo, el editorial de BuzzFeed debe seguir el ejemplo de nuestros editores y reporteros que provienen de una tradición de periodismo riguroso y neutral que antepone los hechos y las noticias». Algunos comentaristas han criticado la guía editorial de BuzzFeed como internamente inconsistente, argumentando que BuzzFeed News no puede afirmar ser neutral y al mismo tiempo respaldar posiciones sobre temas políticos controvertidos.
El organismo de control de medios Fairness & Accuracy in Reporting descubrió que en 100 historias de BuzzFeed sobre Barack Obama en 2016 (la mayoría de BuzzFeed News, pero también del sitio general de BuzzFeed), 65 eran positivas, 34 neutrales y una crítica. El informe calificó la cobertura de BuzzFeed de Obama como «espeluznante» y «casi uniformemente acrítica y, a menudo, aduladora».
En junio de 2020, el reportero sénior de BuzzFeed News, Ryan Broderick, fue despedido después de que se revelara que había «plagiado o atribuido información errónea en al menos 11 de sus artículos».

## Historias notables

### Exposición ISDS
El 28 de agosto de 2016, Chris Hamby publicó una serie de artículos que detallan cómo los inversionistas internacionales estaban usando el arbitraje de diferencias inversor-estado (ISDS por sus siglas en inglés) para «socavar las regulaciones nacionales y destruir las leyes ambientales a expensas de las naciones más pobres». Comenzando con su artículo The Court That Rules the World («La corte que gobierna el mundo») y continuando con una serie de ocho artículos, Hamby detalló supuestos abusos de poder de la corte. La nominación al Premio Pulitzer citó esto como un llamado de atención a la corte, y los artículos fueron citados en una pregunta al Parlamento Europeo. En los artículos, Hamby se sumerge en casos como Sajwani v. Egypt, que permitió a los inversores que hicieron tratos con regímenes corruptos mantener esos tratos después de la caída del régimen. También expuso cómo se utiliza la amenaza de la corte para evitar multas y limpiezas ambientales costosas, como la fuga de plomo a las aguas subterráneas en Sitio del Niño, El Salvador.
El ISDS pasaría a ser una parte controvertida del TLCAN y el TPP, con el primero siendo despojado de sus disposiciones ISDS y el segundo siendo rechazado por los Estados Unidos.

## Premios y reconocimientos
BuzzFeed News es miembro del cuerpo de prensa de la Casa Blanca. BuzzFeed News es considerado por la comunidad de Wikipedia de la  Wikipedia en inglés como una fuente confiable, y sus editores han distinguido a BuzzFeed News de BuzzFeed, que tiene una calidad editorial inconsistente.